# 19235 van Schurman
19235 van Schurman (tên chỉ định: 1993 VS4) là một tiểu hành tinh vành đai chính. Nó được phát hiện bởi Eric Walter Elst ở Caussols, Alpes-Maritimes, Pháp, ngày 9 tháng 11 năm 1993. Nó được đặt theo tên Anna Maria van Schurman, a German-Dutch painter, engraver, poet, và scholar of the 17th century.